# Breadalbane (Écosse)

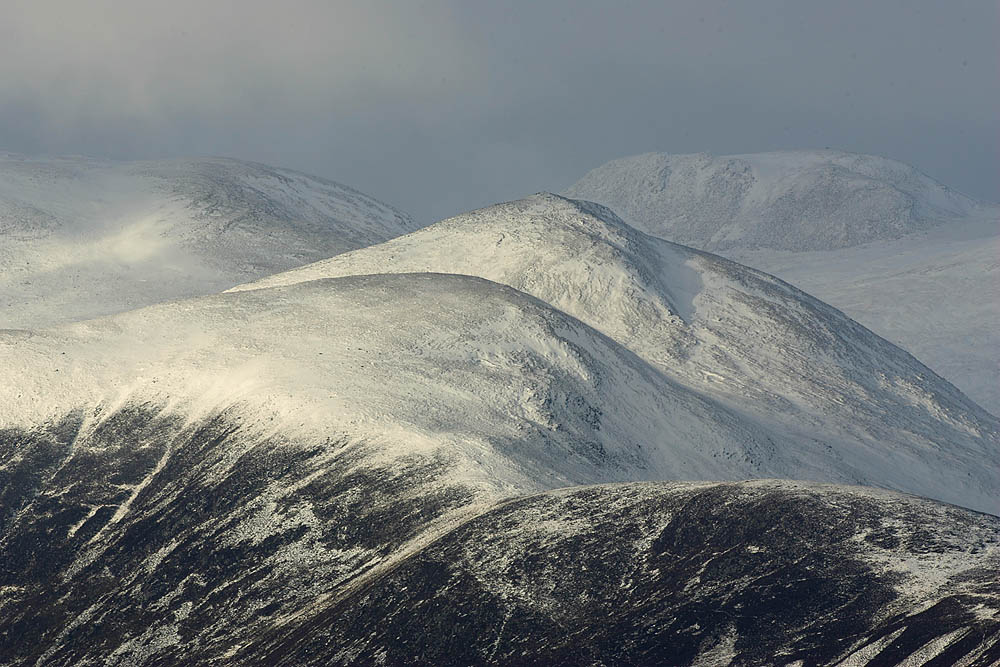
Les montagnes de Breadalbane en hiver.

Breadalbane, du gaélique Bràghad Albainn, « le point culminant d'Alba » — est une région des Highlands d'Atholl. Le barrage hydro-électrique de Breadalbane se trouve dans la région.
Clan Campbell a une branche à Breadalbane, qui a porté le titre de comte de Breadalbane et d'Hollande, puis plus tard celui de marquis de Breadalbane.

## Parc national de Loch Lomond and the Trossachs
La plupart de la région de Breadalbane est incluse dans le parc national Loch Lomond and the Trossachs National Park. Ben More est le point culminant du parc. 
La région de Breadalbane dans le parc national est divisé en quatre communautés, dont les council areas dont basées à Balquhidder, Killin, St Fillans, et Strathfillan.

## Influence
Broadalbin, New York tient son nom de Breadalbane.
Une Breadalbane Street existe à Toronto, en Ontario, au Canada.